# Salles-Curan
 Salles-Curan  (en occitano Las Salas) es una población y comuna francesa, situada en la región de Mediodía-Pirineos, departamento de Aveyron, en el distrito de Millau y cantón de Salles-Curan.

## Demografía
| 1633 | 1538 | 1491 | 1419 | 1277 | 1088 |
| Para los censos de 1962 a 1999 la población legal corresponde a la población sin duplicidades (Fuente: INSEE [Consultar]) |      |      |      |      |      |

## Patrimonio
- Grenier de Monsieur (siglo XV), de arquitectura renacentista.